# Bachi da pietra
I Bachi da pietra sono un gruppo indie rock italiano fondato nel 2004.

## Storia del gruppo
I Bachi da pietra sono un duo nato nel 2004 e formato da Giovanni Succi, che precedentemente suonava con i Madrigali Magri, e Bruno Dorella, ex Wolfango e ideatore e membro attivo dei Ronin e degli OvO.
L'esordio del duo avviene nel 2005 con l'album Tornare Nella Terra, registrato nella cripta della Chiesa di Sant'Ippolito di Nizza Monferrato. Le tecniche di registrazione furono ispirate a tecnologie arcaiche per dare all'album un suono vivido, ruvido e profondo.
Nel 2007 esce Non io, coprodotto da Wallace Records e dalla milanese Die Schachtel e caratterizzato da un forte componente minimalista dai ritmi rallentati quasi claustrofobici. Nel 2008 è la volta di Tarlo terzo.
Grazie a un progetto ideato da Francesco Donadello dei Giardini di Mirò, i Bachi da pietra il 19 luglio 2009 registrano alcune tracce all'interno del Teatro Dimora l'Arboreto di Mondaino. Nasce così Insect Tracks, un disco costruito tutto all'antica, dalla registrazione analogica su nastro, all'incisione su vinile avvenuta tramite un tornio meccanico, fino alla produzione, realizzata con mezzi della tecnologia monofonica degli anni cinquanta. Si tratta di un vero e proprio 33 giri con un Lato A (senza pubblico) e un Lato B (di sera, con pubblico). Insieme al vinile viene anche realizzato un DVD curato da Luigi Conte.
Quasi in contemporanea arriva il quarto album, dal titolo Quarzo.
Il 15 aprile 2011 il gruppo pubblica uno split album con i Massimo Volume dal titolo Massimo Volume/Bachi da pietra (La tempesta).
A metà gennaio 2013 esce Quintale, album registrato a Varano Borghi da Giulio Favero dal suono più duro e possente dei lavori precedenti. Il disco è pubblicato da La tempesta (nel formato CD) e da Woodworm (LP) e vede la collaborazione di Arrington de Dionysio (Old Time Relijun) al sax.
Nel dicembre 2013 pubblicano l'EP Festivalbug in vinile serigrafato in edizione limitata ed in free download.
Nel 2014 il gruppo partecipa alla riedizione dell'album Hai paura del buio? degli Afterhours, collaborando al rifacimento del brano Punto G.
Il 7 maggio 2021 viene pubblicato Reset, settimo disco della band prodotto da Garrincha Dischi/Sony Music.
Il 24 novembre 2023 esce il disco Accetta & Continua, sempre per Garrincha/Sony.

## Caratteristiche artistiche, tematiche e stile

### Stile sonoro e poetica
Il sound dei Bachi da Pietra emerge come un blues minimale e noir, costruito su ritmi rallentati, chitarre essenziali e una batteria ridotta al minimo, in grado di evocare atmosfere sotterranee, claustrofobiche e ipnotiche. Giovanni Succi adotta un tipo di canto-dichiarato, più parlato che melodico, dando alla parola un ruolo ritmico e sonoro centrale. Le liriche approfondiscono immagini oscure, personaggi marginali e materiali concreti come pietra, legno e insetti che diventano metafore poetiche.
Nel passaggio all’album 'Quintale' (2013), le sonorità si fanno più dure: chitarre distorte, passaggi heavy metal, interventi noise e ritmica più articolata su un impianto analogico e potente.

### Evoluzione e contaminazioni sonore
Con l’uscita di 'Reset' (2021) e l’ingresso del bassista/sintetista Marcello Batelli, il gruppo si trasforma in trio e accoglie elementi elettronici, loop ritmici e contaminazioni industrial/hip‑hop. Il disco alterna momenti drammatici (come "Umani o quasi") a brani orecchiabili e ironici come "Bestemmio l’universo" o la title-track, celebrati come nuovi inni beffardi del gruppo.
Con 'Accetta & Continua' (2023), il suono si fa atmosferico, compatto e più maturo: le tensioni sociali e politiche sono espresse attraverso testi diretti e pungenti, su basi che mescolano elettronica, growl hardcore e groove tribali.

### Tematiche e linguaggio
I testi affrontano la violenza quotidiana, la ripetizione ciclica del tempo, le tensioni sociali italiane; alternano toni seri (“Fuori c’è il vicino”) e faceti (“Accetta & Continua” stessa), in un misto tra dissacrante denuncia e poesia sonora.
Succi considera la parola come musica: ogni verso nasce con ritmo, suono e melodia propria, in equilibrio tra intendimenti letterari e struttura musicale.

### Estetica ed espressività
L’approccio del duo (poi trio) è sempre stato improntato all’essenzialità: sound analogico o "scarno", con strumenti minimi e una predilezione per ambienti sotterranei, tetri, ridotti per favorire una fruizione intensa e personale. L’estetica visiva e testuale si rifà ai materiali organici e naturali: pietra, insetti, legno, metallo sono ricorrenti nei titoli e nei testi, a evocare tensioni primarie e fisicità.

## Formazione
- Giovanni Succi – voce, chitarra, basso acustico
- Bruno Dorella – batteria minimale (timpano, rullante, piatto Ride, hi-hat)

## Discografia

### Album in studio
- 2005 – Tornare nella Terra
- 2007 – Non io
- 2008 – Tarlo terzo
- 2010 – Quarzo
- 2013 – Quintale
- 2015 – Necroide
- 2021 – Reset
- 2023 – Accetta & Continua

### Album dal vivo
- 2010 – Insect Tracks

### EP
- 2011 – Massimo Volume/Bachi da pietra,  Split con i Massimo Volume
- 2013 – Festivalbug
- 2015 – Habemus Baco
- 2015 – Figli Dei Giorni Silenziosi / Roccia,  (split con i The Shipwreck Bag Show)